# غاي كولي
غاي كولي هو لاعب هوكي الجليد كندي، ولد في 6 يوليو 1946 في نورث باي في كندا.

## وصلات خارجية
- غاي كولي على موقع HockeyDB.com (الإنجليزية)